# Kutte (Fußballfan)

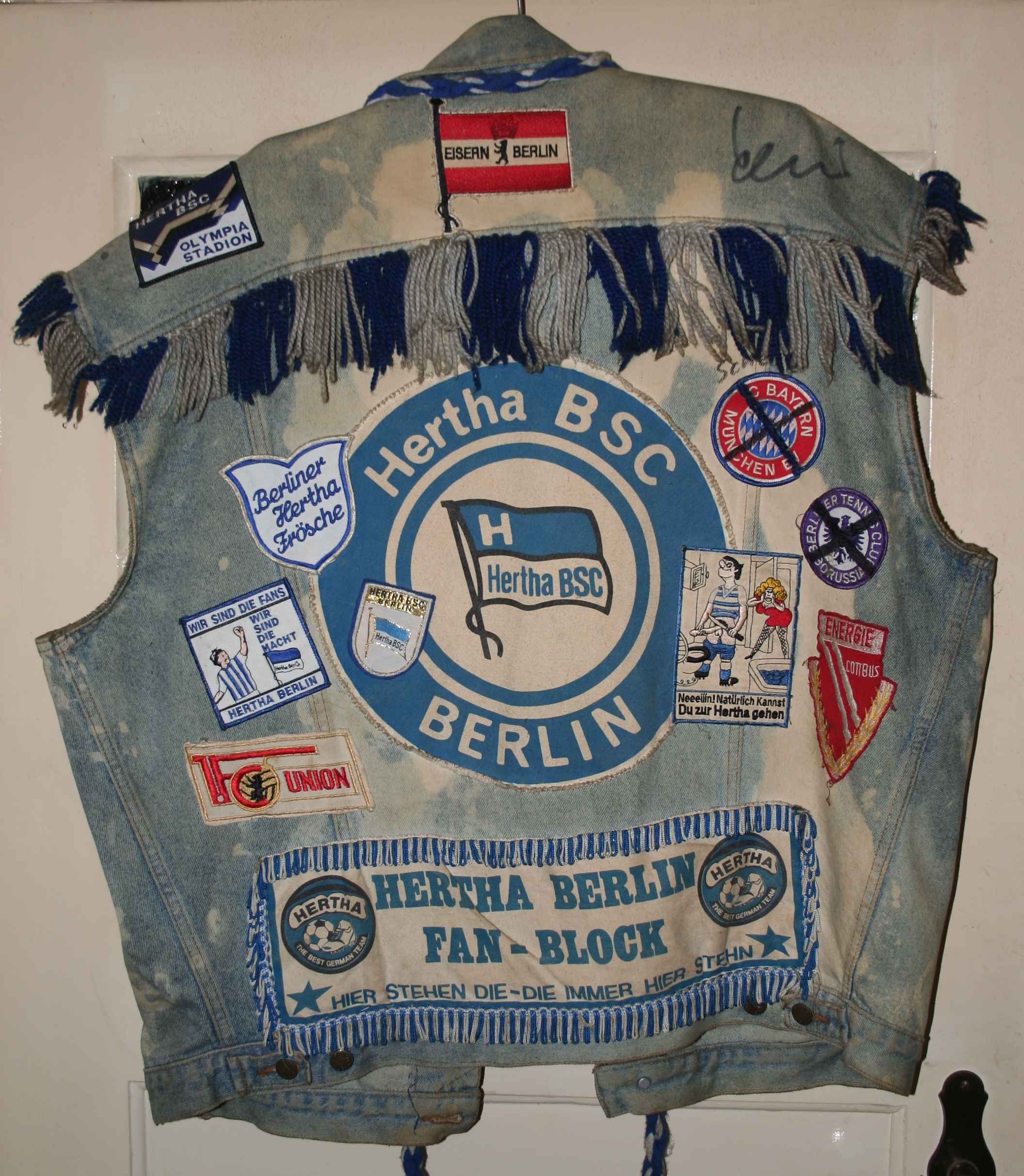
Kutte eines Hertha BSC-Anhängers

Unter dem Begriff Kutte versteht man eine von Fußballfans getragene Weste, die meist mit Aufnähern des geliebten Vereins oder auch mit Hassbekundungen gegen gegnerische Vereine bestickt ist. In den meisten Fällen ist die Kutte aus blauem Jeansstoff. Manchmal handelt es sich um „echte“ Jeanswesten, manchmal auch um Jeansjacken, deren Ärmel herausgetrennt werden. 
Dabei wird häufig nicht nur das Kleidungsstück, sondern auch der kuttentragende Anhänger mit diesem Begriff bezeichnet, vgl. pars pro toto. In Frankreich wird der mit den diversesten Devotionalien „seines“ Vereins wie Vereinstrikot und oft mehreren Schals ausgestattete Fußballfan Mastre genannt. Eine wesentliche Gemeinsamkeit zwischen den deutschen und französischen Fanszenen besteht hinsichtlich der Ablehnung dieses Fantypus seitens bestimmter Teile der Ultrà-Bewegung der jeweiligen Vereine, die auf der angeblich häufig fehlenden Sangesfreude basiert und dem Begriff somit oftmals eine negative Konnotation verleiht. Auf der anderen Seite gelten Kutten auch als Symbol der „guten alten Zeit“ des Fußballs. Die Anzahl der Kuttenträger im Stadion wird weniger. Kuttenträger sind üblicherweise etwas älter als die Mitglieder der Ultra-Bewegung und gehen schon länger ins Stadion. 
Fan-Kutten sollten jedoch nicht mit den von Heavy-Metal-Anhängern (Metal-Kutte) oder Motorradfahrern (Motorrad-Kutte) getragenen Kutten verwechselt werden. Im Gegensatz zu den anderen beiden Gruppen gibt es bei Kutten von Fußballfans kein „Verbot“, diese zu waschen. Das Nicht-Waschen der Kutte hat eher praktische Gründe (z. B. aufgesteckte Pins, angenähte Fransen).